# Солдат революції
Солдат революції (пол. Żołnierz Rewolucji) — польськомовний тижневик, який видавали комуністичні діячі під час польсько-більшовицької війни, призначений для розповсюдження серед вояків польської армії. Являв собою продовження комуністичного видання «Польський солдат», що виходило з травня по липень 1920 року в Харкові. У підзаголовку зазначалося «Часопис, присвячений революційній справі польського солдата» (пол. Pismo poświęcone czynowi rewolucyjnemu żołnierza polskiego).